# اسید تیوسالیسیلیک
اسید تیوسالیسیلیک (به انگلیسی: Thiosalicylic acid) یک ترکیب شیمیایی با شناسه پاب‌کم ۵۴۴۳ است. شکل ظاهری این ترکیب، بلورهای به شکل ورقه یا سوزنی است.